# 11787 Baumanka
11787 Baumanka (1977 QF1) là một tiểu hành tinh vành đai chính được phát hiện ngày 19 tháng 8 năm 1977 bởi N. S. Chernykh ở Đài vật lý thiên văn Crimean.